# 완도 미라리 상록수림
완도 미라리 상록수림은 대한민국 전라남도 완도군 소안면 미라리에 있는, 상록수로 이루어진 숲이다. 대한민국의 천연기념물 제339호로 지정되어 있다.